# 斯普魯斯派恩 (北卡羅萊納州)
斯普魯斯派恩（英語：Spruce Pine）是一個位於美國北卡羅萊納州米切爾縣的城鎮。

## 人口
根據2020年美國人口普查的數據，斯普魯斯派恩的面積為10.50平方千米，皆為陸地。當地共有人口2194人，而人口密度為每平方千米209人。